# Gaetano Toscano (politico 1827)
Gaetano Toscano (Rossano, maggio 1827 – Rossano, 22 dicembre 1914) è stato un politico italiano.
Fu sindaco di Rossano in provincia di Cosenza e deputato del Regno d'Italia nella IX, X e XIII legislatura.